# Baye (Finistère)
Baye (bret. Bei) – miejscowość i gmina we Francji, w regionie Bretania, w departamencie Finistère.
Według danych na rok 1990 gminę zamieszkiwało 895 osób, a gęstość zaludnienia wynosiła 123 osoby/km² (wśród 1269 gmin Bretanii Baye plasuje się na 616. miejscu pod względem liczby ludności, natomiast pod względem powierzchni na miejscu 937.).